# فيليب بوند
فيليب بوند (بالإنجليزية: Philip George William Bond)‏ هو ممثل مسرحية موسيقية ‏ وممثل بريطاني، ولد في 1 نوفمبر 1934 في المملكة المتحدة، وتوفي في 17 يناير 2017 في البرتغال.

## وصلات خارجية
- فيليب بوند على موقع IMDb (الإنجليزية)
- فيليب بوند على موقع ألو سيني (الفرنسية)
- فيليب بوند على موقع أول موفي (الإنجليزية)
- فيليب بوند على موقع قاعدة بيانات الأفلام السويدية (السويدية)
- فيليب بوند على موقع قاعدة بيانات الفيلم (الإنجليزية)
- فيليب بوند على موقع كينوبويسك (الروسية)